# Ysengrinia
Ysengrinia è un genere di mammiferi carnivori estinti, appartenenti agli anficionidi. Visse tra l’Oligocene superiore e il Miocene medio (circa 25 – 15 milioni di anni fa) e i suoi resti fossili sono stati ritrovati in Europa, Nordamerica e Asia.

## Descrizione
Questo animale poteva raggiungere la taglia di un orso bruno attuale, anche se la corporatura era molto più snella; alcune specie (come Ysengrinia americana) potevano superare i 200 chilogrammi di peso, e il solo cranio era lungo oltre 30 centimetri. Solitamente, però, le specie di Ysengrinia erano più piccole. Il cranio di Ysengrinia possedeva un muso largo e massiccio, una regione frontale espansa e grandi canini robusti. Sembra che le femmine di Ysengrinia possedessero crani dalla struttura un po’ più gracile e dai canini meno sviluppati. Il cranio era dolicocefalico, con una mandibola profonda anteriormente e piuttosto massiccia. I denti carnassiali inferiori erano massicci e robusti; il primo molare inferiore era dotato di un metaconide prominente, mentre il secondo era dotato di un protoconide più grande del metaconide.

## Classificazione
Ysengrinia è un tipico rappresentante degli anficionidi, i cosiddetti “cani orso” tipici di metà Cenozoico; Ysengrinia, in particolare, sembrerebbe essere stata una forma relativamente specializzata degli anficionini (Amphicyoninae), forse ancestrale a forme derivate quali Amphicyon. 

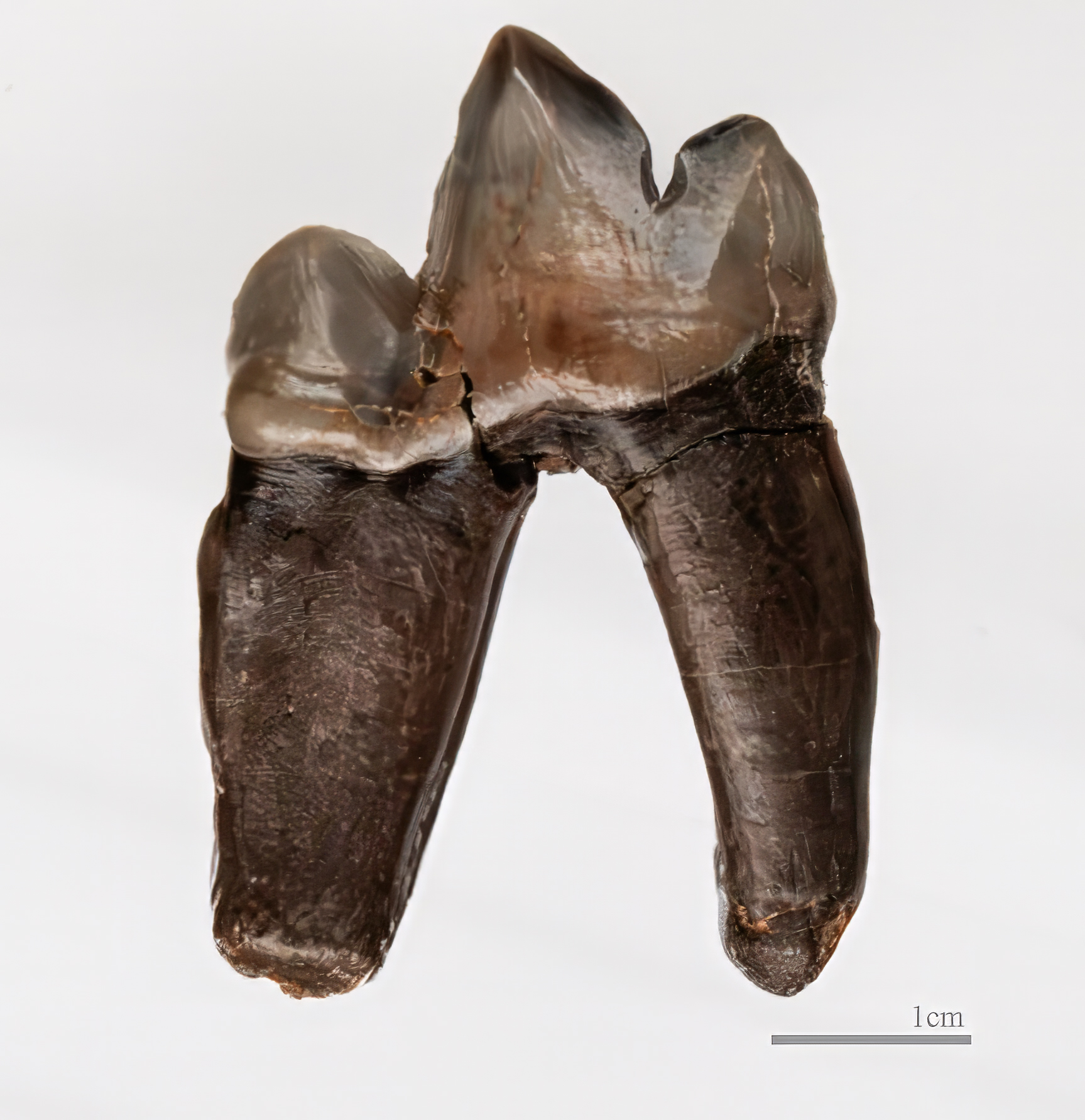
Ysengrinia depereti - Molare inferiore Museo di storia naturale di Tolosa

Il genere Ysengrinia venne istituito nel 1965 da Ginsburg, sulla base di resti fossili rinvenuti in Europa e precedentemente ascritti ad altri generi di anficionidi, come Pseudocyon. La specie tipo è Ysengrinia gerandiana, inizialmente descritta da Viret nel 1929 con il nome di Pseudocyon gerandianus, proveniente dal giacimento francese di St.-Gerand-le-Puy (Miocene inferiore). Altri fossili di questa specie sono stati ritrovati in Spagna e in Germania. Lo stesso Ginsburg, nel 1966, attribuì al genere Ysengrinia altre due specie francesi che in precedenza erano note come Amphicyon tolosanus e Pseudocyon depereti; Y. tolosana proviene dall’Aquitaniano di Paulhiac, mentre Y. depereti risale al Burdigaliano ed è stata ritrovata nei pressi di Chilleurs-aux-Bois. La specie Y. valentiana proviene invece dalla Spagna. Numerosi fossili di Ysengrinia provenienti dal Nordamerica (soprattutto dal Nebraska) e risalenti al Miocene inferiore (23-18 milioni di anni fa) sono stati descritti come Y. americana (precedentemente Amphicyon americanus). In Africa è nota Y. ginsburgi, i cui fossili sono stati ritrovati in terreni del Miocene medio della Namibia; uno studio del 2022 ha però riconsiderato le affinità di questa specie, attribuendola a un nuovo genere (Namibiocyon). In Asia, invece, materiale attribuito a Ysengrinia è stato ritrovato in Kazakistan e in Giappone. 

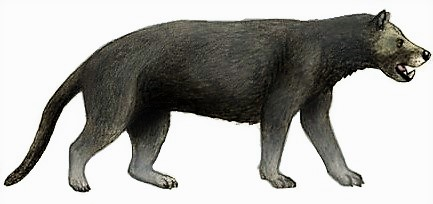
Ricostruzione di Ysengrinia americana

## Etimologia

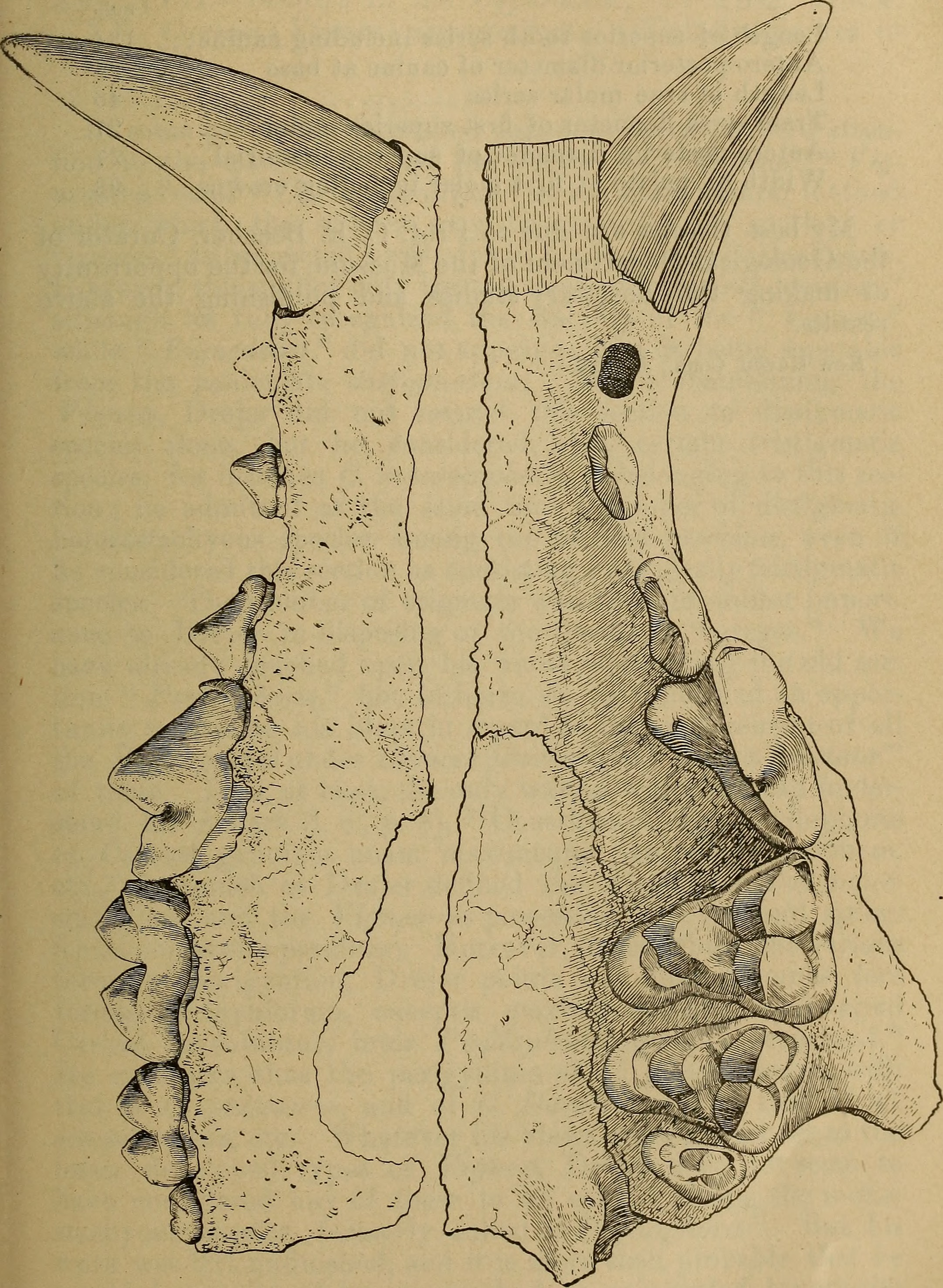
Mascella di Ysengrinia americana

Il nome Ysengrinia deriva da quello del lupo Ysengrin, uno dei principali personaggi del ciclo di racconti medievali noto come Roman de Renart.

## Paleobiologia
Ysengrinia doveva essere un predatore di tutto rispetto, uno dei più grandi degli ecosistemi in cui viveva. Sembra che, date le grosse dimensioni, la stazza massiccia e la dentatura, questo animale potesse essere anche un divoratore di carogne. Sembra che Ysengrinia sia stato il primo anficionino a raggiungere il Nordamerica, all'inizio del Miocene inferiore, seguito da altri anficionini qualche milione di anni dopo, come Cynelos e lo stesso Amphicyon.